# La Ferté-Imbault

La Ferté-Imbault este o comună în departamentul Loir-et-Cher, Franța. În 1 ianuarie 2022 avea o populație de 951 de locuitori.